# Racek andský
Racek andský (Chroicocephalus serranus) je malým až středně velkým jihoamerickým druhem racka z rodu Chroicocephalus, hnízdící ve vysokých polohách And.

## Popis
Racek andský připomíná na první pohled vzdáleně příbuzného racka chechtavého, má však zcela odlišnou kresbu křídel. Dospělí ptáci mají tmavohnědou hlavu s bílými srpky nad a pod okem, bílé břicho a ocas a šedý hřbet. Křídla jsou šedá, ruční letky bílé s černými špičkami a rozsáhlými bílými skvrnami před špičkou krajních tří letek. Nohy a zobák jsou tmavě červené. V prostém šatu se kresba na hlavě redukuje na tmavou skvrnu za okem. Mladí ptáci se podobají dospělým v prostém šatu, mají však rozsáhlejší tmavou kresbu křídla a tmavohnědé ruční krovky, loketní letky a pásku na ocase.

## Výskyt
Racek andský hnízdí na horských jezerech vysokých And od Ekvádoru přes Peru po Bolívii, Chile a severozápadní Argentinu. Mnoho ptáků zůstává v zimě v Andách, část táhne zimovat na tichooceánské pobřeží Jižní Ameriky od Ekvádoru po Valparaiso (Chile). Nehnízdící ptáci zde zůstávají po celý rok.